# Anoxia africana
Anoxia africana är en skalbaggsart som beskrevs av François Louis Nompar de Caumont de Laporte 1832. Anoxia africana ingår i släktet Anoxia och familjen Melolonthidae. Inga underarter finns listade i Catalogue of Life.